# Uvaria goloensis
Uvaria goloensis este o specie de plante angiosperme din genul Uvaria, familia Annonaceae, descrisă de Elmer Drew Merrill. Conform Catalogue of Life specia Uvaria goloensis nu are subspecii cunoscute.